# Akron (Nova York)
Akron és una població dels Estats Units a l'estat de Nova York. Segons el cens del 2000 tenia 3.085 habitants.

## Demografia
Segons el cens del 2000, Akron tenia 3.085 habitants, 1.313 habitatges, i 839 famílies. La densitat de població era de 607,7 habitants/km².
Dels 1.313 habitatges en un 28,8% hi vivien nens de menys de 18 anys, en un 48,8% hi vivien parelles casades, en un 11,1% dones solteres, i en un 36,1% no eren unitats familiars. En el 31,3% dels habitatges hi vivien persones soles el 18,1% de les quals corresponia a persones de 65 anys o més que vivien soles. El nombre mitjà de persones vivint en cada habitatge era de 2,34 i el nombre mitjà de persones que vivien en cada família era de 2,94.
Per edats la població es repartia de la següent manera: un 23,7% tenia menys de 18 anys, un 7,6% entre 18 i 24, un 27,4% entre 25 i 44, un 22,9% de 45 a 60 i un 18,4% 65 anys o més.
L'edat mediana era de 39 anys. Per cada 100 dones de 18 o més anys hi havia 82,9 homes.
La renda mediana per habitatge era de 35.313 $ i la renda mediana per família de 48.083 $. Els homes tenien una renda mediana de 33.250 $ mentre que les dones 24.327 $. La renda per capita de la població era de 17.712 $. Entorn del 4,9% de les famílies i el 8,2% de la població estaven per davall del llindar de pobresa.

## Poblacions més properes
El següent diagrama mostra les poblacions més properes.